# 51 Orionis
51 Orionis (b Orionis) é uma estrela na direção da Orion. Possui uma ascensão reta de 05h 42m 28.66s e uma declinação de +01° 28′ 28.8″. Sua magnitude aparente é igual a 4.90. Considerando sua distância de 302 anos-luz em relação à Terra, sua magnitude absoluta é igual a −1.05. Pertence à classe espectral K1III.